# Elecciones generales de Brasil de 1950
Las elecciones generales se llevaron a cabo el 3 de octubre de 1950 en Brasil, después del “Maracanazo". Resultó vencedor Getúlio Vargas con un 48,7% de los votos, e instaló con su asunción una línea nacionalista en la política brasileña.

## Antecedentes

Eduardo Gomes en campaña

Después de vivir un exilio autoimpuesto en su hacienda en Río Grande del Sur entre su derrocamiento en 1945 y 1950, el expresidente Getúlio Vargas, quien ya había sido elegido senador en 1945, decidió postularse a la presidencia, como candidato del Partido Laborista Brasileño (PTB), una de las dos organizaciones políticas que fundó luego de que decidiera poner fin a sus 15 años de dictadura. Vargas, aunque en el exilio, permaneció activo al margen de la política brasileña durante la presidencia de su exministro de Guerra, Eurico Gaspar Dutra. Criticó notablemente las políticas económicas de su sucesor, adoptando un tono nacionalista y populista duro que apelaba a la base del Partido Laborista Brasileño (PTB), el trabajo organizado.
En abril de 1950, el Partido Social Democrático (PSD), también pro Vargas pero más basado en los industriales y las maquinarias políticas estatales, rechazó la idea de formar una coalición con el Partido Laborista Brasileño (PTB) o la Unión Democrática Nacional (UDN) y decidió presentar su propio candidato. El PSD acabó por presentar a Cristiano Machado, un congresista poco conocido por Minas Gerais.
Sin embargo, Vargas pudo forjar una alianza con varios líderes estatales del PSD, especialmente en su propio estado de Río Grande del Sur y en Río de Janeiro. En Pernambuco, incluso forjó una alianza con sus tradicionales rivales, la Unión Democrática Nacional (UDN). Este fenómeno, nominar a un candidato y apoyar a otro, se conoció como 'cristianización' en Brasil. En el estado de São Paulo, forjó una alianza con el Partido Social Progresista (PSP) de Adhemar de Barros, una máquina electoral populista que dominaba la política estatal. El PSP fue el único otro partido que lo apoyó oficialmente y le proporcionó a su compañero de fórmula (que fue elegido por separado), João Café Filho. Vargas también se aseguró del apoyo, o al menos de la aprobación, de los militares que lo habían depuesto en 1945. Se reconcilió con la figura dominante de los militares entonces, Góes Monteiro, que había jugado un papel en su derrocamiento en 1945.
La derechista Unión Democrática Nacional (UDN), destacada por su postura radical anti-Vargas, nominó una vez más a Eduardo Gomes como su candidato. El partido demostró ser lamentablemente incapaz de expandir su estrecha base electoral, y ni siquiera la retórica anti-Vargas de 1945 pudo generar más votos. La UDN y Gomes también demostraron su escasa comprensión de la evolución de la escena política brasileña al apoyar la abolición del salario mínimo instituido en la pasada administración de Vargas.
Durante la administración de Eurico Gaspar Dutra, el Tribunal Superior Electoral revocó la licencia del Partido Comunista Brasileño en el contexto de los inicios de la Guerra Fría. Los comunistas alentaron a sus seguidores a no votar, pero una parte significativa de ellos votaría por Vargas.

## Candidatos

### Candidatos a presidente
1. El expresidente Getúlio Vargas del Partido Laborista Brasileño (PTB)
2. El exministro de Aeronáutica Eduardo Gomes de la Unión Democrática Nacional (UDN)
3. El diputado federal Cristiano Machado del Partido Social Democrático (PSD)
4. El escritor João Mangabeira del Partido Socialista Brasileño (PSB)

### Candidatos a vicepresidente
1. João Café Filho del Partido Laborista Brasileño (PTB) y el Partido Social Progresista (PSP)
2. Odilon Braga de la Unión Democrática Nacional (UDN)
3. Altino Arantes Marques del Partido Republicano (PR)
4. Vitorino Freire del Partido Social Laborista (PST)
5. Alípio Correia Neto del Partido Socialista Brasileño (PSB)

## Resultados

### Presidente de la República

Resultado para la elección de vicepresidente.

| Candidato                          | Votos      | %       |
| ---------------------------------- | ---------- | ------- |
| Getúlio Vargas (PTB/PSP)           | 3.849.040  | 48,73%  |
| Eduardo Gomes (UDN/PRP/PDC/PL)     | 2.342.384  | 29,66%  |
| Cristiano Machado (PSD/PR/POT/PST) | 1.697.173  | 21,49%  |
| João Mangabeira (PSB)              | 9.466      | 0,12%   |
|                                    |            |         |
| Votos válidos                      | 7.898.083  | 95.68%  |
| Votos en blanco                    | 211.433    | 2.56%   |
| Votos nulos                        | 145.473    | 1.76%   |
| Total                              | 8.254.989  | 100.00% |
| Registrados/Participación          | 11.455.149 | 72.06%  |
| Fonte:                             |            |         |

Nota: En negrilla, el candidato vencedor, entre parentésis el partido del candidato.
| Estados/Territorios Ganados por Getúlio Vargas    |
| Estados/Territorios Ganados por Eduardo Gomes     |
| Estados/Territorios Ganados por Cristiano Machado |

| Estado/Território   | Getúlio Vargas | Eduardo Gomes | Cristiano Machado | João Mangabeira | Válidos   | Blancos | Nulos   | Emitidos  |
| ------------------- | -------------- | ------------- | ----------------- | --------------- | --------- | ------- | ------- | --------- |
| Acre                | 4.101          | 737           | 4.211             | —               | 9.049     | 168     | 47      | 9.264     |
| Alagoas             | 45.909         | 25.292        | 22.940            | 51              | 94.192    | 3.666   | 2.069   | 99.927    |
| Amapá               | 812            | 59            | 4.188             | —               | 5.059     | 87      | 23      | 5.169     |
| Amazonas            | 26.466         | 12.104        | 7.067             | 9               | 45.646    | 1.285   | 1.033   | 47.964    |
| Bahia               | 306.899        | 165.883       | 108.719           | 243             | 581.744   | 15.916  | 12.036  | 609.696   |
| Ceará               | 107.164        | 198.473       | 146.484           | 105             | 452.226   | 13.348  | 9.890   | 475.464   |
| Distrito Federal    | 378.015        | 169.263       | 29.642            | 3.017           | 579.937   | 19.415  | 8.479   | 607.831   |
| Espírito Santo      | 60.336         | 42.098        | 20.841            | 94              | 123.369   | 3.146   | 4.050   | 130.565   |
| Goiás               | 61.298         | 55.446        | 24.106            | 45              | 140.895   | 5.702   | 4.475   | 151.072   |
| Guaporé             | 2.595          | 412           | 646               | —               | 3.653     | 82      | 79      | 3.814     |
| Maranhão            | 64.160         | 14.806        | 70.989            | 6               | 149.961   | 3.954   | 4.775   | 158.690   |
| Mato Grosso         | 35.744         | 27.397        | 19.677            | 23              | 82.841    | 2.957   | 1.396   | 87.194    |
| Minas Gerais        | 418.194        | 441.690       | 409.402           | 356             | 1.269.642 | 33.259  | 27.725  | 1.330.626 |
| Pará                | 55.978         | 52.761        | 78.032            | 112             | 186.883   | 3.914   | 4.190   | 194.987   |
| Paraíba             | 125.463        | 108.852       | 20.660            | 67              | 255.042   | 7.868   | 2.215   | 265.125   |
| Paraná              | 169.036        | 41.353        | 54.635            | 182             | 265.206   | 6.379   | 2.889   | 274.474   |
| Pernambuco          | 172.565        | 121.275       | 94.595            | 195             | 388.630   | 8.875   | 6.684   | 404.189   |
| Piauí               | 25.370         | 73.547        | 60.445            | 6               | 159.368   | 3.993   | 2.942   | 166.303   |
| Rio Branco          | 1.845          | 59            | 645               | —               | 2.549     | 59      | 76      | 2.684     |
| Río de Janeiro      | 274.588        | 110.942       | 36.502            | 499             | 422.531   | 11.264  | 15.849  | 449.644   |
| Rio Grande do Norte | 86.378         | 45.731        | 37.831            | 34              | 169.974   | 4.318   | 1.575   | 175.867   |
| Rio Grande do Sul   | 346.798        | 147.571       | 207.613           | 636             | 702.618   | 11.893  | 4.825   | 719.336   |
| Santa Catarina      | 110.398        | 101.386       | 59.501            | 27              | 271.312   | 4.357   | 4.062   | 279.731   |
| São Paulo           | 925.493        | 357.413       | 153.039           | 3.650           | 1.439.595 | 41.959  | 21.287  | 1.502.841 |
| Sergipe             | 43.435         | 27.834        | 24.783            | 109             | 96.161    | 3.569   | 2.802   | 102.532   |
| Total               | 3.849.040      | 2.342.384     | 1.697.193         | 9.466           | 7.898.083 | 211.433 | 145.473 | 8.254.989 |

### Vicepresidente de la República
| Candidato                     | Votos      | %       |
| ----------------------------- | ---------- | ------- |
| Café Filho (PTB/PSP)          | 2.520.790  | 35,76%  |
| Odilon Braga (UDN/PRP/PDC/PL) | 2.344.841  | 33,26%  |
| Altino Arantes (PSD/PR/POT)   | 1.649.309  | 23,40%  |
| Vitorino Freire (PST/PTN)     | 524.079    | 7,43%   |
| Alípio Correia Neto (PSB)     | 10.800     | 0,15%   |
|                               |            |         |
| Votos válidos                 | 7.049.719  | 85.41%  |
| Votos en blanco               | 1.048.778  | 12.70%  |
| Votos nulos                   | 156.392    | 1.89%   |
| Total                         | 8.254.989  | 100.00% |
| Registrados/Participación     | 11.455.149 | 72.06%  |
| Fonte:                        |            |         |

Nota: En negrilla, el candidato vencedor, entre parentésis el partido del candidato.
| Estados/Territorios Ganados por Café Filho      |
| Estados/Territorios Ganados por Odilon Braga    |
| Estados/Territorios Ganados por Altino Arantes  |
| Estados/Territorios Ganados por Vitorino Freire |

| Estado/Territorio   | Café Filho | Odilon Braga | Altino Arantes | Vitorino Freire | Alípio C. Neto | Válidos   | Blancos   | Nulos   | Emitidos  |
| ------------------- | ---------- | ------------ | -------------- | --------------- | -------------- | --------- | --------- | ------- | --------- |
| Acre                | 3.505      | 615          | 3.763          | 415             | —              | 8.298     | 919       | 47      | 9.264     |
| Alagoas             | 26.078     | 28.986       | 579            | 23.224          | 41             | 78.908    | 18.700    | 2.319   | 99.927    |
| Amapá               | 343        | 46           | 1.512          | 1.056           | —              | 2.957     | 2.191     | 21      | 5.169     |
| Amazonas            | 16.940     | 12.144       | 8.189          | 2.578           | 3              | 39.854    | 7.066     | 1.044   | 47.964    |
| Bahia               | 172.121    | 195.950      | 65.436         | 22.992          | 215            | 456.714   | 140.566   | 12.416  | 609.696   |
| Ceará               | 40.066     | 205.267      | 146.879        | 6.931           | 160            | 399.303   | 65.652    | 10.509  | 475.464   |
| Distrito Federal    | 376.575    | 166.496      | 13.949         | 5.632           | 1.467          | 564.119   | 35.054    | 8.658   | 607.831   |
| Espírito Santo      | 33.565     | 40.728       | 13.399         | 9.286           | 136            | 97.114    | 28.448    | 5.003   | 130.565   |
| Goiás               | 30.742     | 47.555       | 14.246         | 20.064          | 38             | 112.645   | 32.815    | 5.612   | 151.072   |
| Guaporé             | 2.289      | 337          | 5              | 864             | —              | 3.495     | 232       | 87      | 3.814     |
| Maranhão            | 57.942     | 16.233       | 728            | 71.773          | 1              | 146.677   | 7.156     | 4.857   | 158.690   |
| Mato Grosso         | 26.398     | 27.839       | 11.730         | 3.402           | 8              | 69.377    | 16.220    | 1.597   | 87.194    |
| Minas Gerais        | 163.801    | 499.101      | 518.313        | 16.030          | 644            | 1.197.889 | 104.889   | 27.848  | 1.330.626 |
| Pará                | 52.147     | 42.981       | 80.930         | 1.434           | 143            | 177.635   | 12.970    | 4.382   | 194.987   |
| Paraíba             | 47.769     | 103.908      | 14.773         | 8.795           | 28             | 175.273   | 87.571    | 2.281   | 265.125   |
| Paraná              | 114.771    | 48.465       | 66.194         | 1.702           | 172            | 231.304   | 39.606    | 3.564   | 274.474   |
| Pernambuco          | 119.837    | 124.065      | 57.448         | 50.856          | 145            | 352.351   | 44.686    | 7.152   | 404.189   |
| Piauí               | 17.821     | 72.970       | 9.472          | 53.894          | —              | 154.157   | 8.982     | 3.164   | 166.303   |
| Rio Branco          | 1.799      | 44           | 3              | 671             | —              | 2.517     | 88        | 79      | 2.684     |
| Río de Janeiro      | 198.081    | 110.997      | 56.553         | 9.374           | 276            | 375.181   | 56.875    | 17.488  | 449.644   |
| Rio Grande do Norte | 89.607     | 43.513       | 7.433          | 22.861          | 3              | 163.417   | 10.567    | 1.883   | 175.867   |
| Rio Grande do Sul   | 220.965    | 158.479      | 208.491        | 1.938           | 299            | 590.172   | 124.714   | 4.450   | 719.336   |
| Santa Catarina      | 21.399     | 114.223      | 99.762         | 2.912           | 10             | 238.306   | 37.388    | 4.037   | 279.731   |
| São Paulo           | 658.601    | 255.069      | 225.544        | 184.428         | 6.899          | 1.330.541 | 147.347   | 24.953  | 1.502.841 |
| Sergipe             | 27.628     | 28.830       | 23.978         | 967             | 112            | 81.515    | 18.076    | 2.941   | 102.532   |
| Total               | 2.520.790  | 2.344.841    | 1.649.309      | 524.079         | 10.800         | 7.049.719 | 1.048.778 | 156.392 | 8.254.989 |

(a) Los resultados referentes a Fernando de Noronha fueron incluídos en el Distrito Federal.

### Congreso Nacional

#### Senado
| Partido                                 | Votos      | %      | Escaños | Total | +/-   |
| --------------------------------------- | ---------- | ------ | ------- | ----- | ----- |
| Partido Social Democrático (PSD)        | 1,204,349  | 15.4   | 6       | 23    | -13   |
| Partido Laborista Brasileño (PTB)       | 814,796    | 10.5   | 5       | 13    | +9    |
| Unión Democrática Nacional (UDN)        | 749,989    | 9.6    | 4       | 16    | +4    |
| Partido Republicano (PR)                | 566,520    | 7.3    | 2       | 2     | 0     |
| Partido Social Progresista (PSP)        | 524,261    | 6.7    | 3       | 6     | +5    |
| Partido de Representación Popular (PRP) | 244,769    | 3.1    | 0       | 0     | 0     |
| Partido Social Laborista (PST)          | 126,437    | 1.6    | 1       | 1     | +1    |
| Partido Libertador (PL)                 | 88,614     | 1.1    | 0       | 0     | 0     |
| Partido Laborista (PT)                  | 56,180     | 0.7    | 0       | 0     | 0     |
| Partido Laborista Republicano (PTR)     | 46,325     | 0.6    | 0       | 0     | 0     |
| Partido Socialista Brasileño (PSB)      | 15,458     | 0.2    | 1       | 1     | Nuevo |
| Otros Partidos y Alianzas               | 3,358,438  | 43.1   | 0       | 0     | 0     |
|                                         |            |        |         |       |       |
| Votos válidos                           | 7.796.136  |        |         |       |       |
| Votos nulos/en blanco                   | 1,084,313  | –      |         |       |       |
| Total                                   | 8,880,449  | 100.00 | 22      | 64    | 0     |
| Registrados/Participación               | 11,427,441 | 77.71  | -7.99   | -7.99 | -7.99 |
| Fuente: Nohlen                          |            |        |         |       |       |

#### Cámara de Diputados
| Partido                                 | Votos      | %      | Escaños | +/-    |
| --------------------------------------- | ---------- | ------ | ------- | ------ |
| Partido Social Democrático (PSD)        | 2,068,405  | 27.0   | 112     | -39    |
| Unión Democrática Nacional (UDN)        | 1,301,489  | 17.0   | 81      | 0      |
| Partido Laborista Brasileño (PTB)       | 1,262,000  | 16.5   | 51      | +29    |
| Partido Social Progresista (PSP)        | 558,792    | 7.3    | 24      | Nuevo  |
| Partido Republicano (PR)                | 216,207    | 2.8    | 11      | +3     |
| Partido Nacional Laborista (PTN)        | 211,090    | 2.8    | 5       | Nuevo  |
| Partido Social Laborista (PST)          | 163,341    | 2.1    | 9       | Nuevo  |
| Partido Laborista Republicano (PTR)     | 73,501     | 1.0    | 1       | Nuevo  |
| Partido de Representación Popular (PRP) | 72,397     | 0.9    | 2       | 0      |
| Partido Demócrata Cristiano (PDC)       | 56,965     | 0.7    | 2       | 0      |
| Partido Libertador (PL)                 | 55,338     | 0.7    | 5       | +4     |
| Partido Socialista Brasileño (PSB)      | 36,638     | 0.5    | 1       | Nuevo  |
| Otros Partidos                          | 148,477    | 1.9    | 0       | 0      |
| Alianzas                                | 1.342.943  | 17.53  | –       | 0      |
|                                         |            |        |         |        |
| Votos válidos                           | 7.662.213  |        |         |        |
| Votos nulos/en blanco                   | 578,783    | –      |         |        |
| Total                                   | 8,240,996  | 100.00 | 304     | +18    |
| Votantes registrados/participación      | 11,445,149 | 72.00  | -13.46  | -13.46 |
| Fuente: Nohlen                          |            |        |         |        |